# Cmentarz żydowski w Grabowie nad Prosną

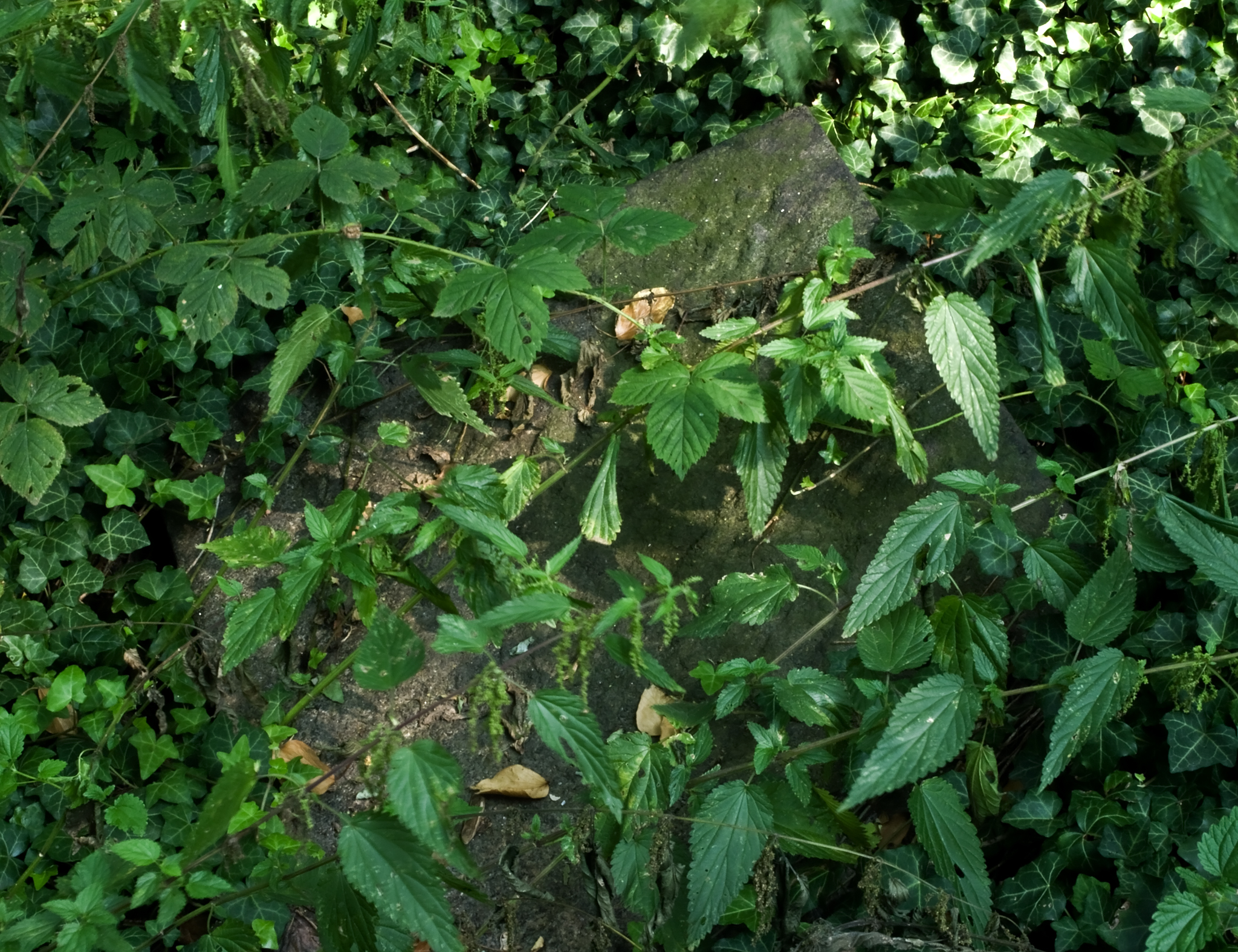
Fragment macewy na cmentarzu żydowskim
w Grabowie nad Prosną

Cmentarz żydowski w Grabowie nad Prosną – kirkut został założony w 1817. Mieścił się przy drodze z Grabowa do Ostrowa Wielkopolskiego. Miał powierzchnię 0,14 ha. W 1939 kirkut został zniszczony przez nazistów. Zachował się tylko jeden nagrobek oraz fragment muru otaczającego cmentarz.